# Ástjörn
Ástjörn est un petit lac d'Islande situé dans la baie d'Öxarfjörður entre le parc national de Jökulsárgljúfur et l'Ásbyrgi à l'est et le fleuve Jökulsá á Fjöllum à l'ouest. Il est formé dans une cavité rocheuse et bordée par un ravin. On trouve sur ses rives une forêt (Bouleau nain) ce qui est assez rare dans ce pays.
Le lac a donné son nom à une réserve naturelle de 25 hectares créée le 1er janvier 1978. Il est possible d'y observer le grèbe esclavon (Podiceps auritus) qui s'est déjà reproduit à Ástjörn, mais il est très rare.
Une colonie de vacances existe ici depuis 1946.